# Nicolás Fuentes
Domingo Nicolás Fuentes Zegarra (Mollendo, 20 de febrero de 1941-Callao, 28 de octubre de 2015) fue un futbolista peruano. Se desempeñaba en la posición de lateral izquierdo. 
Es reconocido como el mejor lateral izquierdo de la historia de su país, poseía una gran calidad técnica y sentido de anticipacion.
Fuentes jugaba de marcador de punta izquierda. Comenzó en las divisiones inferiores del Sport Boys, posteriormente debuta en Atlético Chalaco, jugando de puntero izquierdo. Luego, pasa a Universitario, solicitado por Marcos Calderón. Destacó en los campeonatos nacionales y en la Copa Libertadores. Formó en ese equipo una de las recordadas y eficientes retaguardias del fútbol peruano junto con Luis La Fuente, Héctor Chumpitaz y José Fernández.
De frágil contextura física, nunca necesitó de jugadas fuertes o ilícitas para dominar a los atacantes por su lado. Por no ser veloz, dio a conocer un quite suyo que fue muy conocido como «la cuchara», en el que el delantero quedaba no muy bien librado, pues corría tras una pelota que ya no tenía más.
Manuel dos Santos, el gran Garrincha, reconoció hidalgamente que Nicolás Fuentes lo había anulado tras un partido disputado en el estadio Nacional de Lima entre los equipos de Botafogo y Universitario.
Fue integrante la selección peruana, jugando 17 partidos entre el 3 de abril de 1965 y el 27 de julio de 1971. Participó en las eliminatorias de la Copa Mundial de Fútbol de 1966 y de 1970. Participó en el Mundial de México 70, erigiéndose como una destacada figura de la defensa de la escuadra peruana con Héctor Chumpitaz y Orlando de la Torre.

## Trayectoria
Nicolás Fuentes nació el 20 de febrero de 1941 en la ciudad de Mollendo. Jugaba de marcador de punta izquierda. Comenzó en las divisiones inferiores del Sport Boys, posteriormente debutó en Atlético Chalaco, jugando de puntero izquierdo. 
Para entonces, su puesto en la cancha ya se encontraba en el mediocampo y retrocedió aún más en 1964, cuando lo fichó Universitario. Fue con los cremas —que eran dirigidos por Marcos Calderón— que a Fuentes se lo ubicó como marcador en la defensa, siempre por la izquierda. Junto con nombres destacados como Dimas Zegarra, los hermanos Jorge y José Fernández, Luis Cruzado, Víctor Calatayud y Ángel Uribe, la U conquistó el título aquel año.
Luego, pasó a Universitario de Deportes, solicitado por Marcos Calderón. Destacó en los campeonatos nacionales y en la Copa Libertadores de América. Formó en ese equipo una de las recordadas y eficientes retaguardias del fútbol peruano junto con Luis La Fuente, Héctor Chumpitaz y José Fernández.
Finalmente, en sus últimos años, acercándose al retiro, pasó al Defensor Lima, regresó al Atlético Chalaco y se retiró en Sporting Cristal.
Su época de oro se dio cuando con la camiseta blanquirroja logró clasificar para el Mundial de México 70 en una de las mejores oncenas de su historia. En el Mundial de México 70, donde la Blanquirroja quedó séptima, le tocó marcar a grandes del fútbol internacional como Jairzinho y Pelé. Además, en partidos amistosos, tuvo que anular a grandes jugadores como Eusebio, cuando vino con el Benfica. Y a los alemanes Uli Hoeness y el «Bombardero» Gerd Müller.
Fuentes será recordado por los hinchas del fútbol por su juego inteligente y sin utilizar la violencia para marcar. A pesar de no tener una gran estatura y poseer una contextura delgada, Fuentes lograba salir bien parado en las jugadas divididas contra los mejores punteros de la época.

## Selección nacional

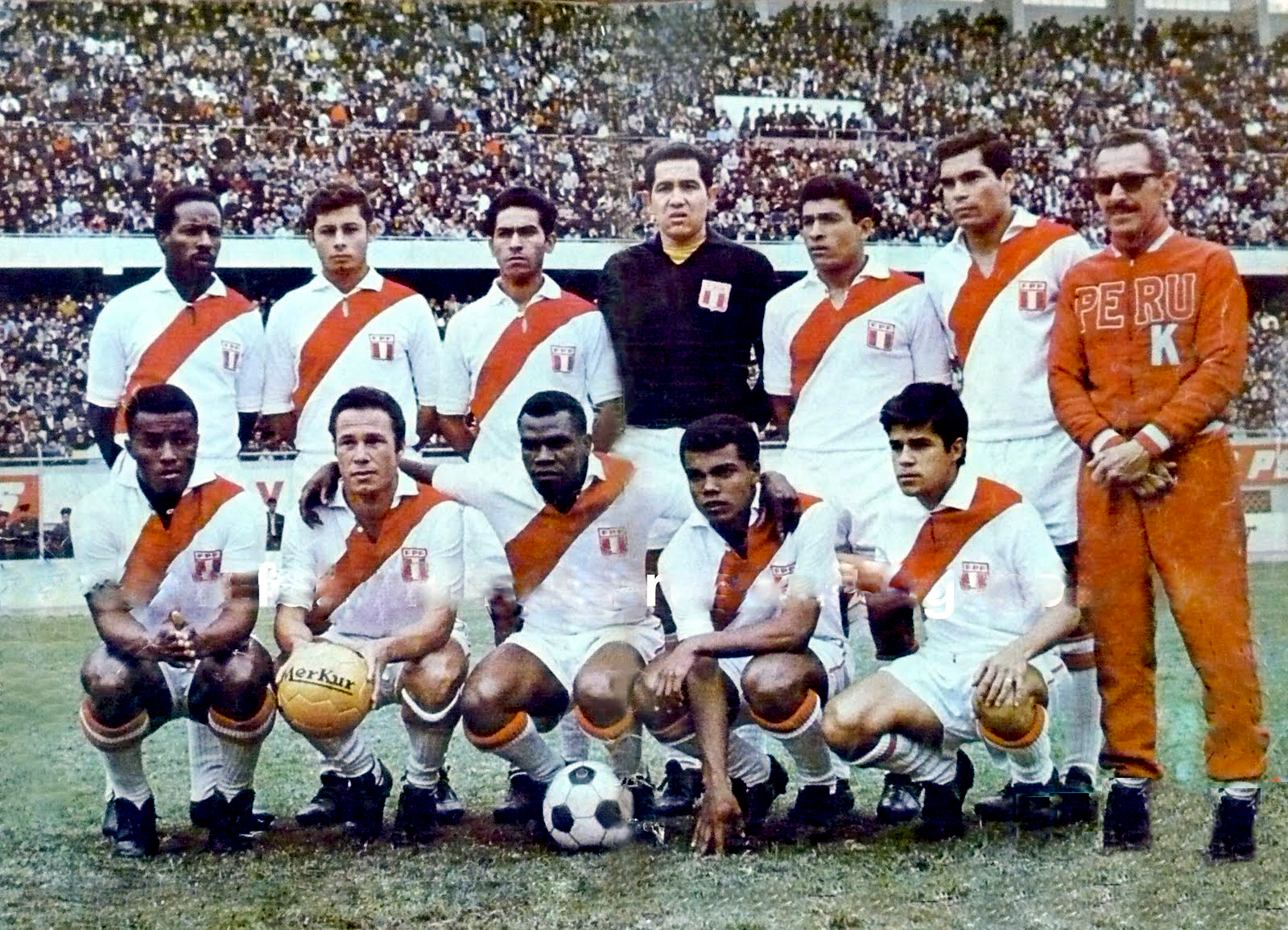
Perú en un partido de preparación para México 70

Fue internacional con la selección de fútbol del Perú en diecisiete ocasiones. Debutó el 3 de abril de 1965 en un encuentro amistoso ante la selección de Paraguay que finalizó con marcador de 1-0 a favor de los paraguayos. Participó en las eliminatorias de la Copa Mundial de Fútbol de 1966 y de 1970. Participó en la Copa Mundial de 1970, erigiéndose como una destacada figura de la defensa de la escuadra peruana con Héctor Chumpitaz y Orlando de la Torre. Su último encuentro con la selección lo disputó el 27 de julio de 1971 en el empate 0-0 ante Paraguay.

### Participaciones en Copas del Mundo
| Mundial                        | Sede   | Resultado        |
| ------------------------------ | ------ | ---------------- |
| Copa Mundial de Fútbol de 1970 | México | Cuartos de final |

## Clubes
| Club                      | País | Año       |
| ------------------------- | ---- | --------- |
| Atlético Chalaco          | Perú | 1961-1963 |
| Universitario de Deportes | Perú | 1964-1970 |
| Defensor Lima             | Perú | 1971-1972 |
| Atlético Chalaco          | Perú | 1973      |
| Sporting Cristal          | Perú | 1974      |

## Palmarés

### Campeonatos nacionales
| Título                    | Club                      | País | Año  |
| ------------------------- | ------------------------- | ---- | ---- |
| Primera división del Perú | Universitario de Deportes | Perú | 1964 |
| Primera división del Perú | Universitario de Deportes | Perú | 1966 |
| Primera división del Perú | Universitario de Deportes | Perú | 1967 |
| Primera división del Perú | Universitario de Deportes | Perú | 1969 |